# Schäferdichtung

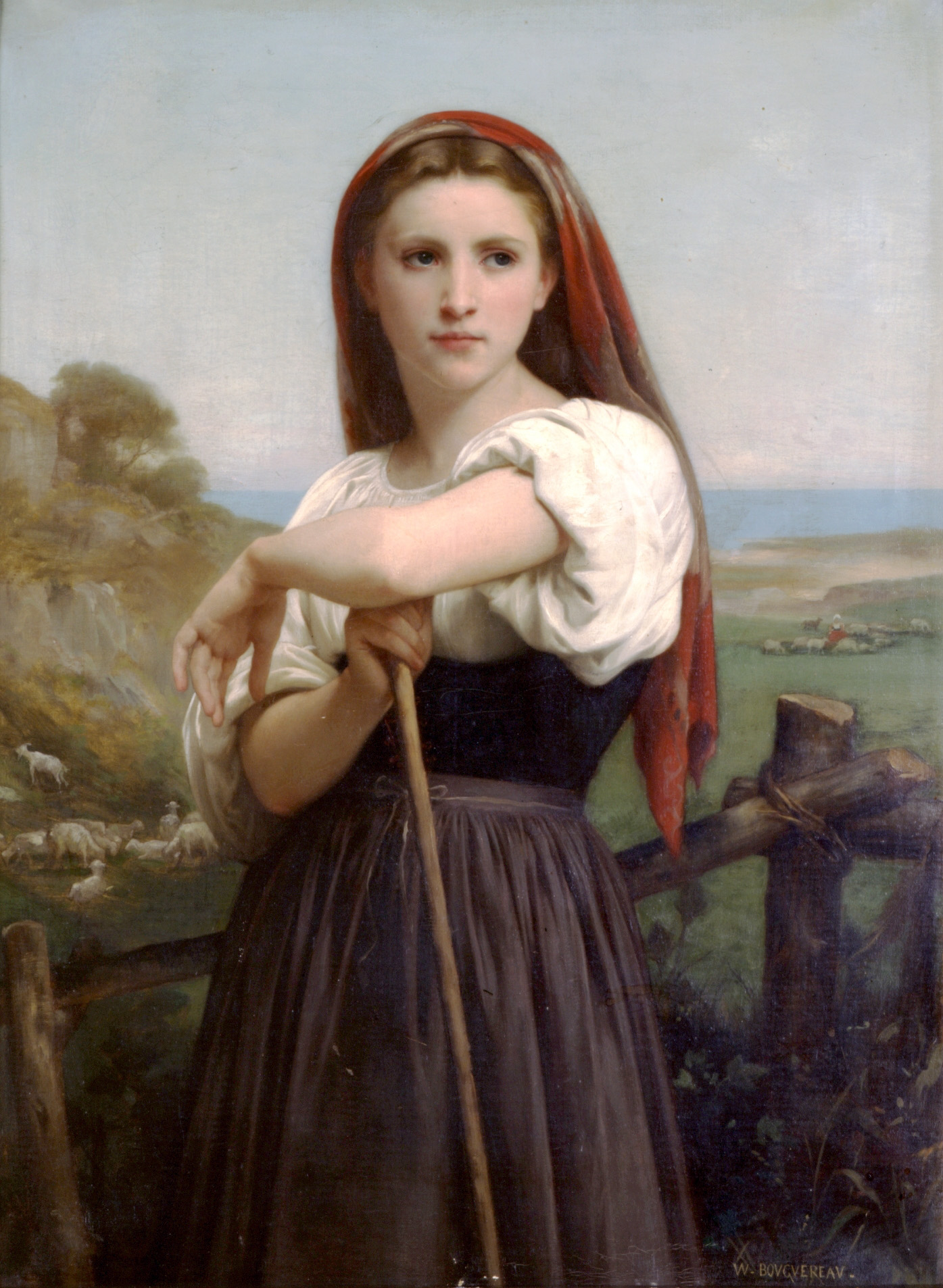
Die Schäferdichtung schlug sich auch in der Malerei nieder (Gemälde von William-Adolphe Bouguereau).

Die Schäferdichtung (auch Hirtendichtung oder Pastoralpoesie) war eine beliebte Literaturgattung der europäischen Renaissance und des Barock in der Tradition der Bukolik. Sie entwickelte sich ursprünglich aus der Schäferei, einer höfischen Rollendichtung, die durch die Verschmelzung von lyrisch-musikalischen Elementen, Prosa, Dialogen und kunstvollen Versen gekennzeichnet war und das Hirtenleben idealisierte. Ein beliebtes Thema ist der Bericht von einer spröden, abweisenden Geliebten, der ein Liebender gegenübersteht, der ihr völlig ausgeliefert ist, sich nach ihr verzehrt und leidet. Gefühle wie unerfüllte Liebe, Lobgesänge auf eine Schäferin, Wehmut in Anbetracht einer schöneren Vergangenheit oder einer verlorenen Heimat zählen zum typischen Gegenstand der künstlerischen Darstellung.
Die Begriffe arkadische und bukolische Dichtung sowie Schäfer- und Hirtendichtung werden synonym verwendet. Die Schäferdichtung entstammt der antiken Tradition der Hirten- oder auch arkadischen Dichtung, als deren früher Vorläufer Vergils Bucolica (um 40 v. Chr.) gilt. Ein weiteres Schlüsselwerk ist der Roman Daphnis und Chloe des Griechen Longos. Den europäischen Schäferroman begründete Jacopo Sannazaro, das höfische dramatische Schäferspiel begann mit Torquato Tassos Aminta, gefolgt von Giovanni Battista Guarinis Il pastor fido (Der getreue Schäfer), der in alle europäischen Sprachen übertragen wurde.
Bedeutende Vertreter der barocken Schäfer- oder Pastoraldichtung in Deutschland waren August Augspurger, Johann Joseph Beckh, Paul Fleming, Enoch Gläser, Martin Opitz, Jacob Schwieger, Friedrich Spee von Langenfeld und Philipp von Zesen. Bei ihren Zusammenkünften verwendeten die Dichter häufig Pseudonyme, die „Schäfernamen“. Ihren Höhepunkt fand die deutsche Schäferdichtung in den Werken des Nürnberger Pegnesischen Blumenordens, wo Dichter wie Georg Philipp Harsdörffer, Johann Klaj, vor allem aber Sigmund von Birken sich ihrer annahmen. Im Gegensatz zu den höfischen Vorbildern des Auslands richtet sich die deutsche Schäferdichtung stets an ein ausgesprochen bürgerliches Zielpublikum und vermittelt somit auch vom soziohistorischen Gesichtspunkt her neue Einblicke.
Dichter der Aufklärung, z. B. Christoph Martin Wieland, Johann Peter Uz, versuchten später eine strengere Regelung der Gattung, die nach und nach in die Kleinformen der Anakreontik und des Rokoko einmündete und im 19. Jahrhundert in die Idylle überging.